# 化学合成 (生命科学)

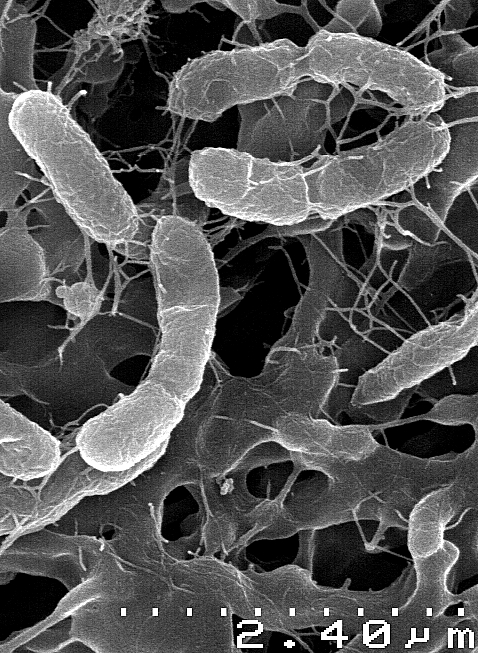
Venenivibrio stagnispumantisは、水素ガスを酸化してエネルギーを得る。

生化学において、化学合成（かがくごうせい、英: chemosynthesis）とは、一つかそれ以上の炭素含有分子（一般に二酸化炭素やメタン）と栄養素を生物学的に有機物に変換することであり、エネルギー源として、光合成のような太陽光ではなく、無機化合物（水素ガス、硫化水素など）または第一鉄イオンの酸化を利用するものである。化学合成によって二酸化炭素から炭素を得る生物である化学合成独立栄養生物は系統学的に多様である。著名な分類群あるいは生物地球化学的に重要な分類群として、硫黄酸化細菌ガンマプロテオバクテリア、イプシロンプロテオバクテリア、水素酸化細菌アクウィフェクス、メタン生成古細菌、好中球性鉄酸化細菌が含まれる。
海洋深部に生息する多くの微生物は、化学合成を行って単一の炭素分子からバイオマスを生産している。その仕組みは2つのカテゴリーに分けることができる。水素分子（H2）を利用できるまれな場所では、CO2とH2の反応（メタン、CH4の生成につながる）から得られるエネルギーが、バイオマスの生成を推進するのに十分な大きさになりうる。あるいは、ほとんどの海洋環境では、化学合成のためのエネルギーは、硫化水素やアンモニアなどの物質が酸化される反応から得られる。これは酸素の有無にかかわらず起こる可能性がある。
化学合成微生物の多くは、海洋で他の生物によって消費され、化学合成生物と呼吸する従属栄養生物との共生関係は極めて一般的である。熱水噴出孔、メタンクラスレート、冷水湧出帯、鯨骨生物群集、隔離された洞窟水では、化学合成による二次生産によって動物の大規模な個体群が維持されることがある。
火星や、木星の月エウロパ、およびその他の惑星の地下では、嫌気性化学合成が生命を支えているという仮説がある。また、化学合成は、地球上で最初に進化した代謝の種類であり、その後に発達した細胞呼吸や光合成の先導役となった可能性がある。

## 硫化水素の化学合成プロセス
ジャイアントチューブワームは、栄養体部（トロフォソーム）内の細菌を使って炭素を固定し（硫化水素を電子源として、酸素や硝酸塩をエネルギー源とする）、糖やアミノ酸を生産する。硫黄を生成する反応もある。
硫化水素を用いた炭水化物の化学合成:
18H2S + 6CO2 + 3O2 → C6H12O6 (炭水化物) + 12H2O + 18S
硫化水素の化学合成は、光合成のように二酸化炭素を固定しながら酸素ガスを放出するのではなく、その過程で硫黄の小球体を生成する。紅色硫黄細菌のように化学合成独立栄養が可能な細菌（化学合成を形成する）では、細胞質内に硫黄の黄色小球が見られる。

## 発見

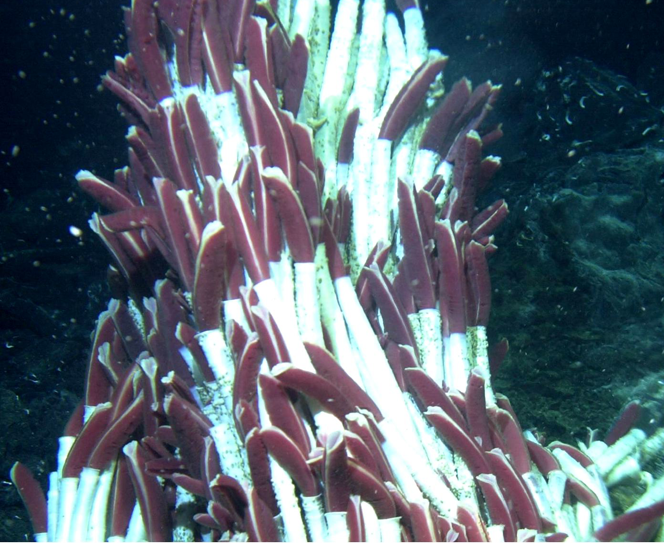
ジャイアントチューブワーム（ガラパゴスハオリムシ、Riftia pachyptila）には、腸の代わりに化学合成細菌を含む器官をもっている。

1890年、セルゲイ・ヴィノグラドスキーは、「anorgoxydant」という新しい種類の生命過程を提唱した。彼の発見は、いくつかの種の微生物が無機物だけで生きられることを示唆しており、1880年代にストラスブールとチューリッヒで硫黄細菌、鉄細菌、窒素細菌を生理学的に研究する過程で明らかになった。
1897年、ヴィルヘルム・ペッファーは、無機物の酸化によるエネルギー生成と独立栄養生物による二酸化炭素同化とを結びつけて「化学合成（chemosynthesis）」という言葉を作り出したが、これは今日では「化学独立栄養成長（chemolithoautotrophy）」と呼ばれている。その後、この用語は、二酸化炭素を同化するために有機エネルギー基質を使用する生物である化学有機合成独立栄養生物（chemoorganoautotrophs）を含むようにも拡大されることになった。 したがって、化学合成（chemosynthesis）は化学合成独立栄養（chemoautotrophy）の同義語と見なすことができる。
1940年代に、アンドレ・ルヴォフによって導入された「化学物質栄養（chemotrophy）」という用語はさらに制限が少なく、有機物か否かを問わず、電子供与体の酸化によるエネルギー生産をいい、自己栄養または従属栄養（他栄養）と関連するものである。

### 熱水噴出孔
ヴィノグラドスキーの提案は、深海熱水噴出孔の存在が予測されて約90年後の1970年代になって確認された。1977年、世界初の深海調査艇アルビン号は、ガラパゴス海溝で温泉と奇妙な生物を発見した。ほぼ同じ頃、大学院生のコリーン・キャヴァナーは、熱水噴出孔の近くでチューブワームが生き残るための機構として、硫化物または硫黄元素を酸化する化学合成細菌を提案した。後にキャヴァナーは、これがチューブワームが実際に生存するための方法であることを確認し、化学合成の発見として広く認められた。
2004年、ビル・ナイが司会を務めたテレビ番組シリーズで、化学合成が「偉大な100の科学的発見」の一つに選ばれた。

### 海洋地殻
2013年、研究者たちは、構造プレートの端に沿って形成される熱水噴出孔とは別に、堆積物の厚い層の下にある海洋地殻の岩石中に生息している細菌を発見したと報告した。暫定的調査結果では、これらの細菌は、海洋地殻を構成する玄武岩を貫く小さな鉱脈を循環している海水が、カンラン石を化学還元して生じる水素を食べて生きていることが分かった。この細菌は、水素と二酸化炭素を結合してメタンを合成する。

## 参照項目
- 栄養的分類 - 生物（特に微生物）の増殖、生育条件による分類法
- 化学合成生物 - 環境中の電子供与体を酸化することでエネルギーを得る生物
  - 独立栄養生物 - 光合成や無機化学反応のエネルギーを用い、単純な無機化合物から、複雑な有機化合物を産生する生物
  - 従属栄養生物 - 自ら食物を生産することができず、他の有機炭素源（主に植物や動物）から栄養を摂取する生物
- 光合成 - 生物が光エネルギーを化学エネルギーに変換し、生物の活動に必要なエネルギーに変換するプロセス
- 炭素固定 - 生物によって無機炭素（特に二酸化炭素）が有機化合物に変換される過程
- モビラ洞窟 - 硫化水素と二酸化炭素を豊富に含み、酸素が少ないという特異な地下水生態系を特徴とする洞窟 (ルーマニア)